# 御子柴進
御子柴 進（みこしば すすむ、1964年6月29日 - ）は、長野県塩尻市出身の元プロ野球選手（投手）・コーチ、解説者。

## 経歴

### プロ入り前
松本工業高校では2年次の1981年に秋季北信越大会1回戦で高岡第一高に惜敗したことがきっかけで、3年時の1982年には小林繁のようなアンダースローに近いサイドスローの投球フォームを会得。
在学中は甲子園と無縁であったが、1982年のドラフト4位阪神タイガースに入団。当時のエースであった小林に憧れていたため、入団に悩むことはなかったという。

### プロ入り後
1983年には高卒1年目ながら、9月29日の対大洋戦（横浜）に初登板。チームの最終戦であった10月24日のヤクルト戦（神宮）で先発を初めて任されると、投げては初勝利、打っては初打点を記録。ちなみに、小林はこの年限りで現役を引退している。
1984年には、5月4日の打撃練習中に、フリーバッティングの打球が頭部に直撃。その影響で入院生活を余儀なくされたため、一軍公式戦での登板が2試合にとどまった。
1985年には、夏場から血行障害に悩まされた。一軍は21年振りのセ・リーグ優勝と初の日本シリーズ制覇を果たしたが、自身は4試合登板に終わった。
1986年には14試合に登板し、白星は付かなかったものの、防御率を1.89にとどめるなど好投を続けた。
1987年には42試合に登板し、8月29日の中日戦（甲子園）で初セーブを挙げるなど、主に中継ぎで登板を重ねた。
1988年には33試合に登板し、5月8日のヤクルト戦（甲子園）には5年振りの勝利を挙げた。同24日のヤクルト戦（甲子園）では、5回表からのロングリリーフで2勝目を挙げると共に、一軍公式戦で初めて安打を放った。さらには先発で11試合に登板し、8月5日の中日戦（ナゴヤ）で初完投勝利を挙げた。この試合では、シーズン途中に入団したルパート・ジョーンズが一軍公式戦初本塁打を放つなど打線が大量点で御子柴を援護したほか、自身も決勝の二塁打を放ったことによって2打点と勝利打点1を記録している。また、7月9日の大洋戦（福島あづま）では敗戦投手になったものの、二塁打で2打点を挙げた。
1989年には29試合登板で2勝4敗をマークし、6月29日の中日戦（ナゴヤ）に先発すると、1-0というスコアで初完封勝利を記録した。
1990年には15試合登板でヤクルトから1勝を挙げただけにとどまった。
1991年には9試合に登板する一方で、打者として5打数3安打をマーク。ヤクルト戦では前年に続いてシーズン唯一の白星を挙げたほか、8月29日には神宮で2安打を放った。
1992年には、一軍がヤクルトを相手にリーグ優勝を争っていたレギュラーシーズンの終盤に、ロングリリーフでチームの勝利に貢献。ベンチに入っていた9月13日のヤクルト戦（甲子園）では、4回裏に真弓明信が適時打で出塁したことを受けて、中村勝広監督から真弓の代走に起用。そのまま5回表から2イニングを投げると、ヤクルト打線を無安打無失点に抑えた。その一方で、10月7日に神宮で組まれたヤクルトとの直接対決では、クローザーへの起用を視野にブルペンで待機。本来のクローザーである田村勤が故障で離脱していたことに伴う措置で、当時救援の経験がほとんどなかった先発要員の湯舟敏郎と共に待機していたが、終盤に迎えた満塁のピンチで中村は湯舟を登板させ、湯舟が押し出し四球を与えたことによってチームは逆転負け。この敗戦を境に失速したあげく、1985年以来の優勝を逃した。
1993年には自己最多の44試合登板で5勝をマークし、6月10日の中日戦（甲子園）では6年振りで現役最後のセーブを挙げる一方、10月12日の横浜戦（甲子園）では先発で8回無失点と好投した末に勝利投手になるなど、先発・救援の双方でチームを支えた。
1994年には4月末から先発ローテーションにも入り23試合登板（先発15試合は自己最多）で4勝7敗をマークし、6月19日の横浜戦（甲子園）で現役最後の安打、8月19日の中日戦（ナゴヤ）で現役最後の勝利を記録した。
1995年を境に登板機会が大幅に減少し、同年にはウエスタン・リーグで最終規定投球回に到達すると、7勝を挙げると共にリーグ5位の防御率2.71を記録。
1996年には入団後初めて一軍での出番がなかった。
1997年には2試合に登板していたが、終盤の10月3日に戦力外通告。シーズン最終戦であった同12日の横浜戦（甲子園）での登板を最後に、現役を引退した。

### 現役引退後
引退後も阪神に残って二軍育成コーチ（1998年 - 2001年）→二軍投手コーチ（2002年）を務め、チーム最年少のコーチとしてナインの良き相談役であった。星野仙一が監督に就任した2002年には二軍投手コーチを務めたものの、星野の主導によるチーム体制の刷新に伴って、同年限りで退団。
退団後はCS放送阪神戦中継解説者（2003年）を経て、2004年には監督付広報として阪神に復帰し、2008年まで岡田彰布監督に仕えた。真弓が監督に就任した2009年からは先乗りスコアラーに転身し、2018年までヤクルト、2019年・2020年にはDeNA、2021年からは広島を担当している。

## 選手としての特徴
- 長いリーチを生かしながら全身をバネのように使う投球フォームや、プロ野球選手としては細身の体型が小林に似ていたことから、「小林二世」の異名を取った。
- 阪神一筋で、入団から引退まで一貫して背番号56を着用。ストレートは速くなかったものの、中日・ヤクルト打線に強かった。2年目と3年目には怪我や血行障害に見舞われたが、1980年代後半から1990年代前半までは、「先発も救援もこなせる変則右腕」として歴代の首脳陣に重宝されていた。

## 人物・家族
- 阪神ファンの漫画家・森田まさのりの代表作である『ROOKIES』では、阪神へ実際に在籍していた選手の苗字を部員に付けているが、「御子柴」という苗字も優等生風の部員（御子柴徹）に使われている。
- 現役時代に授かった長男は、広陵高校へ進学すると、中堅手としてレギュラーに定着。3年次の2010年には春の選抜へ出場したことによって、親子2代にわたる甲子園でのプレーが実現した[7]。

## 詳細情報

### 年度別投手成績
| 年 度      | 球 団      | 登 板 | 先 発 | 完 投 | 完 封 | 無 四 球 | 勝 利 | 敗 戦 | セ 丨 ブ | ホ 丨 ル ド | 勝 率 | 打 者 | 投 球 回 | 被 安 打 | 被 本 塁 打 | 与 四 球 | 敬 遠 | 与 死 球 | 奪 三 振 | 暴 投 | ボ 丨 ク | 失 点 | 自 責 点 | 防 御 率 | W H I P |
| ---------- | ---------- | ----- | ----- | ----- | ----- | -------- | ----- | ----- | -------- | ----------- | ----- | ----- | -------- | -------- | ----------- | -------- | ----- | -------- | -------- | ----- | -------- | ----- | -------- | -------- | ------- |
| 1983       | 阪神       | 2     | 1     | 0     | 0     | 0        | 1     | 0     | 0        | --          | 1.000 | 28    | 7.0      | 6        | 0           | 1        | 0     | 0        | 3        | 0     | 0        | 1     | 1        | 1.29     | 1.00    |
| 1984       | 阪神       | 2     | 2     | 0     | 0     | 0        | 0     | 0     | 0        | --          | ----  | 33    | 7.1      | 4        | 2           | 8        | 1     | 0        | 2        | 0     | 0        | 6     | 6        | 7.36     | 1.64    |
| 1985       | 阪神       | 4     | 0     | 0     | 0     | 0        | 0     | 0     | 0        | --          | ----  | 26    | 5.2      | 10       | 1           | 1        | 0     | 0        | 4        | 0     | 0        | 3     | 3        | 4.76     | 1.94    |
| 1986       | 阪神       | 14    | 0     | 0     | 0     | 0        | 0     | 1     | 0        | --          | .000  | 72    | 19.0     | 16       | 2           | 4        | 0     | 1        | 13       | 0     | 0        | 4     | 4        | 1.89     | 1.05    |
| 1987       | 阪神       | 42    | 3     | 0     | 0     | 0        | 0     | 2     | 1        | --          | .000  | 268   | 66.0     | 64       | 9           | 13       | 5     | 0        | 26       | 0     | 0        | 24    | 22       | 3.00     | 1.17    |
| 1988       | 阪神       | 33    | 11    | 1     | 0     | 0        | 3     | 6     | 0        | --          | .333  | 385   | 94.0     | 85       | 9           | 28       | 5     | 0        | 47       | 0     | 0        | 36    | 32       | 3.06     | 1.20    |
| 1989       | 阪神       | 29    | 5     | 1     | 1     | 1        | 2     | 4     | 0        | --          | .333  | 233   | 55.1     | 51       | 4           | 18       | 5     | 3        | 22       | 0     | 0        | 23    | 22       | 3.58     | 1.25    |
| 1990       | 阪神       | 15    | 1     | 0     | 0     | 0        | 1     | 0     | 0        | --          | 1.000 | 108   | 27.1     | 25       | 2           | 4        | 0     | 0        | 14       | 1     | 0        | 8     | 7        | 2.30     | 1.06    |
| 1991       | 阪神       | 9     | 2     | 0     | 0     | 0        | 1     | 0     | 0        | --          | 1.000 | 89    | 20.1     | 25       | 2           | 7        | 1     | 1        | 9        | 0     | 0        | 11    | 9        | 3.98     | 1.57    |
| 1992       | 阪神       | 29    | 1     | 0     | 0     | 0        | 1     | 2     | 0        | --          | .333  | 228   | 59.0     | 48       | 2           | 11       | 5     | 2        | 19       | 0     | 0        | 16    | 10       | 1.53     | 1.00    |
| 1993       | 阪神       | 41    | 3     | 0     | 0     | 0        | 5     | 2     | 1        | --          | .714  | 268   | 63.2     | 63       | 7           | 19       | 6     | 0        | 37       | 1     | 0        | 25    | 23       | 3.25     | 1.29    |
| 1994       | 阪神       | 23    | 15    | 0     | 0     | 0        | 4     | 7     | 0        | --          | .364  | 388   | 93.1     | 102      | 9           | 15       | 2     | 0        | 50       | 0     | 0        | 47    | 44       | 4.24     | 1.25    |
| 1995       | 阪神       | 5     | 1     | 0     | 0     | 0        | 0     | 2     | 0        | --          | .000  | 37    | 7.2      | 13       | 3           | 3        | 2     | 0        | 2        | 0     | 0        | 7     | 7        | 8.22     | 2.09    |
| 1997       | 阪神       | 3     | 0     | 0     | 0     | 0        | 0     | 0     | 0        | --          | ----  | 7     | 1.1      | 2        | 0           | 1        | 0     | 0        | 2        | 0     | 0        | 3     | 3        | 20.25    | 2.25    |
| 通算：14年 | 通算：14年 | 251   | 45    | 2     | 1     | 1        | 18    | 26    | 2        | --          | .409  | 2170  | 527.0    | 514      | 52          | 133      | 32    | 7        | 250      | 2     | 0        | 214   | 193      | 3.30     | 1.23    |

### 記録
初記録
投手記録
- 初登板：1983年9月29日、対横浜大洋ホエールズ23回戦（横浜スタジアム）、7回裏に4番手で救援登板、1回無失点
- 初先発登板：初勝利・初先発勝利：1983年10月24日、対ヤクルトスワローズ25回戦（阪神甲子園球場）、6回1失点
- 初セーブ：1987年8月29日、対中日ドラゴンズ21回戦（阪神甲子園球場）、9回表に3番手で救援登板、2/3回無失点
- 初完投勝利：1988年8月5日、対中日ドラゴンズ15回戦（ナゴヤ球場）、9回3失点
- 初完封勝利：1989年6月29日、対中日ドラゴンズ10回戦（ナゴヤ球場）、9回無失点

### 背番号
- 56 （1983年 - 1997年）
- 84 （1998年 - 2002年）